# Cary Middlecoff
Emmett Cary Middlecoff (Halls, Tennessee, Estados Unidos, 6 de enero de 1921 - 1 de septiembre de 1998) fue un golfista estadounidense que logró 40 victorias en el PGA Tour. Ganó tres torneos mayores a lo largo de su carrera: el Masters de Augusta de 1955 y el Abierto de los Estados Unidos de 1949 y 1956. Además, obtuvo el segundo lugar en el Campeonato de la PGA de 1955, el Masters de Augusta de 1948 y 1959 y el Abierto de los Estados Unidos de 1957, y un total de diez top 5 y quince top 10 en los cuatro torneos mayores. Su única aparición en el Abierto Británico de 1957 resultó en un 14º puesto.
Middlecoff jugó al golf mientras estudiaba en la Universidad de Misisipi y la Universidad de Tennessee, resultando All-American de la NCAA en 1939 y campeón estatal de Tennessee entre 1940 y 1943. Luego se desempeñó como dentista en la Armada de Estados Unidos durante la Segunda Guerra Mundial, lo que le valió el apodo Doc (por doctor) en su etapa como golfista.
Sus tres mejores temporadas fueron 1949, 1951 y 1955, en las que ganó siete, seis y seis torneos, respectivamente. En 1956 obtuvo el Trofeo Vardon al menor promedio de golpes, pero nunca logró el primer puesto en la lista de ganancias.
Aparte de jugar en el PGA Tour, este golfista disputó la Copa Ryder de 1953, 1955 y 1959, donde obtuvo 2,5 puntos de 6. Era famoso por su juego extremadamente lento, lo que exasperaba a sus compañeros de ronda.
Debido a varios problemas de salud, Middlecoff dejó de competir regularmente a los 40 años de edad y pasó a desempeñarse como comentarista en las tramsmisiones televisivas de golf de la cadena CBS. En 1986 ingresó en el Salón de la Fama del Golf Mundial.
El golfista apareció en las películas Follow the Sun y The Bellboy interpretándose a sí mismo.